# Cassephyra sordidata
Cassephyra sordidata är en fjärilsart som beskrevs av W. Warren 1907. Cassephyra sordidata ingår i släktet Cassephyra och familjen mätare. Inga underarter finns listade i Catalogue of Life.